# Abbaye Saint-Sauveur d'Abbadia San Salvatore
Pour les articles homonymes, voir Abbaye Saint-Sauveur et San Salvatore.
L'abbaye Saint-Sauveur située dans la ville d'Abbadia San Salvatore est un établissement monastique d'origine bénédictine qui a donné son nom à cette ville en province de Sienne, sur le flanc est du Mont Amiata.

## Histoire
L'abbaye fut fondée sur la via Francigena en 762 par le duc lombard Ratchis et sa période de splendeur se situe aux Xe et XIe siècles.
Reprise plus tard par les Cisterciens, elle a joué un grand rôle dans le conflit entre les Aldobrandeschi et les Orsini ou d'autres alliés des empereurs du Saint-Empire romain germanique.
L'église romane date de 1035 et elle est devenue une église paroissiale depuis 1782.
Son aspect actuel est dû aux restructurations des années 1930 et reprises ces dernières années 2000.

## Architecture
L'église romane présente une façade campanaire élevée, flanquée de deux tours, celle de droite étant restée incomplète.
L'intérieur est à croix latine, avec une crypte à colonnes remarquable (trente colonnes surmontées de chapiteaux à motifs géométriques ou zoomorphes d'ascendance lombarde), surmontée depuis sa découverte et sa restauration des années 1930 d'une partie de la nef et d'un chœur surélevés accessibles par un grand escalier. L'accès à la crypte s'opère par deux escaliers latéraux qui permettait une circulation sans croisement des moines.

## Œuvres
- Crucifix polychrome de la fin du XIIe siècle.
- Tableaux de Francesco Nasini :
  - La Légende du duc Ratchis (1652-1653),
  - Martyre de San Bartolomeo,
  - Vie de la Vierge (1653-1659),
  - Nativité et Fuite et retour d'Égypte de la chapelle de la crèche,
  - Fresques du presbytère avec son frère Antonio Annibale
- La capella del Presepio : Nativité, Fuite et retour d'Égypte

- L'abbaye a hébergé le Codex Amiatinus pendant presque mille ans, jusqu'en 1786, date à laquelle il a été transféré dans la bibliothèque Laurentienne de Florence.

## Galerie de photos

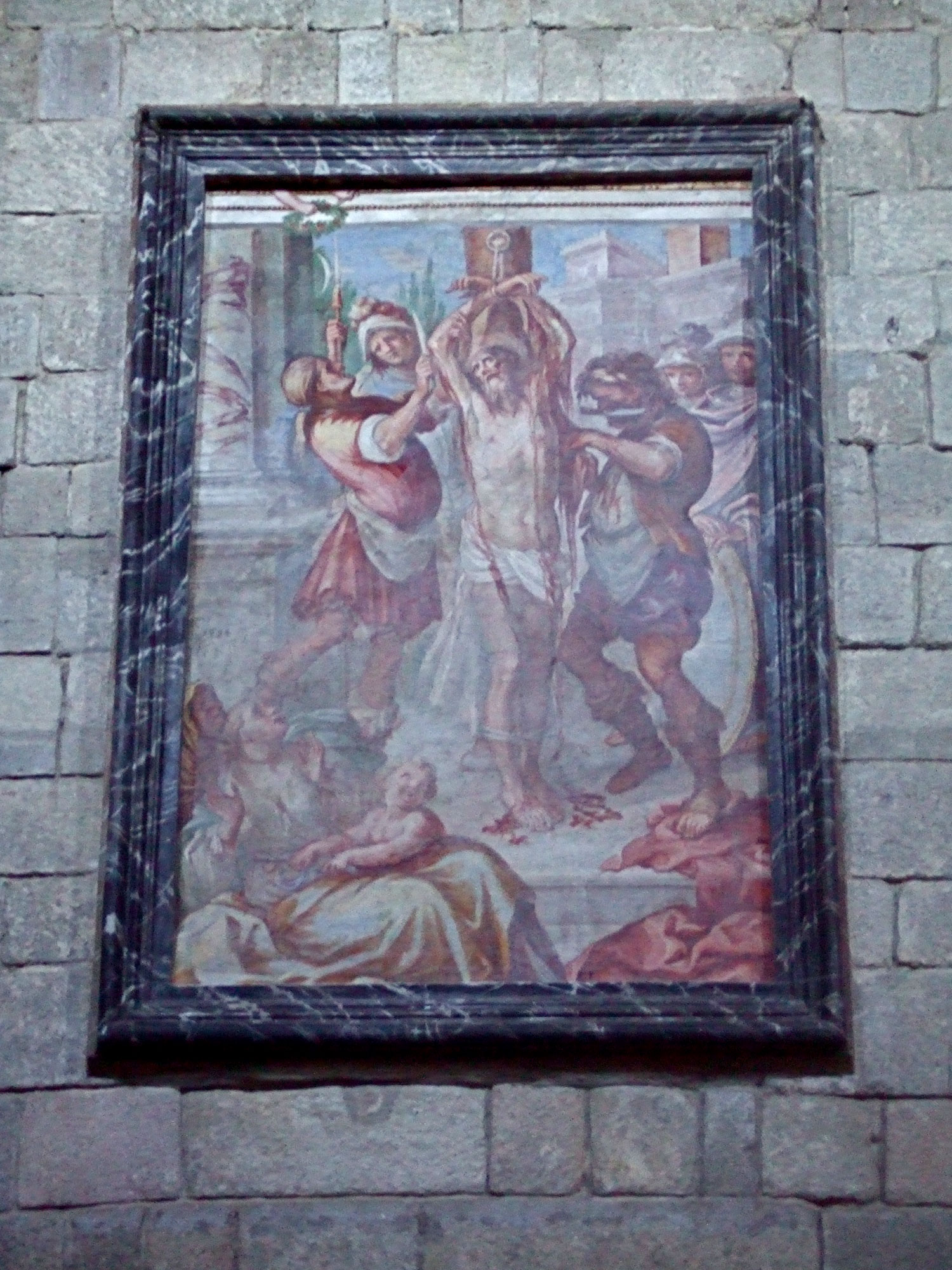
Martyre de San Bartolomeo de Francesco Nasini
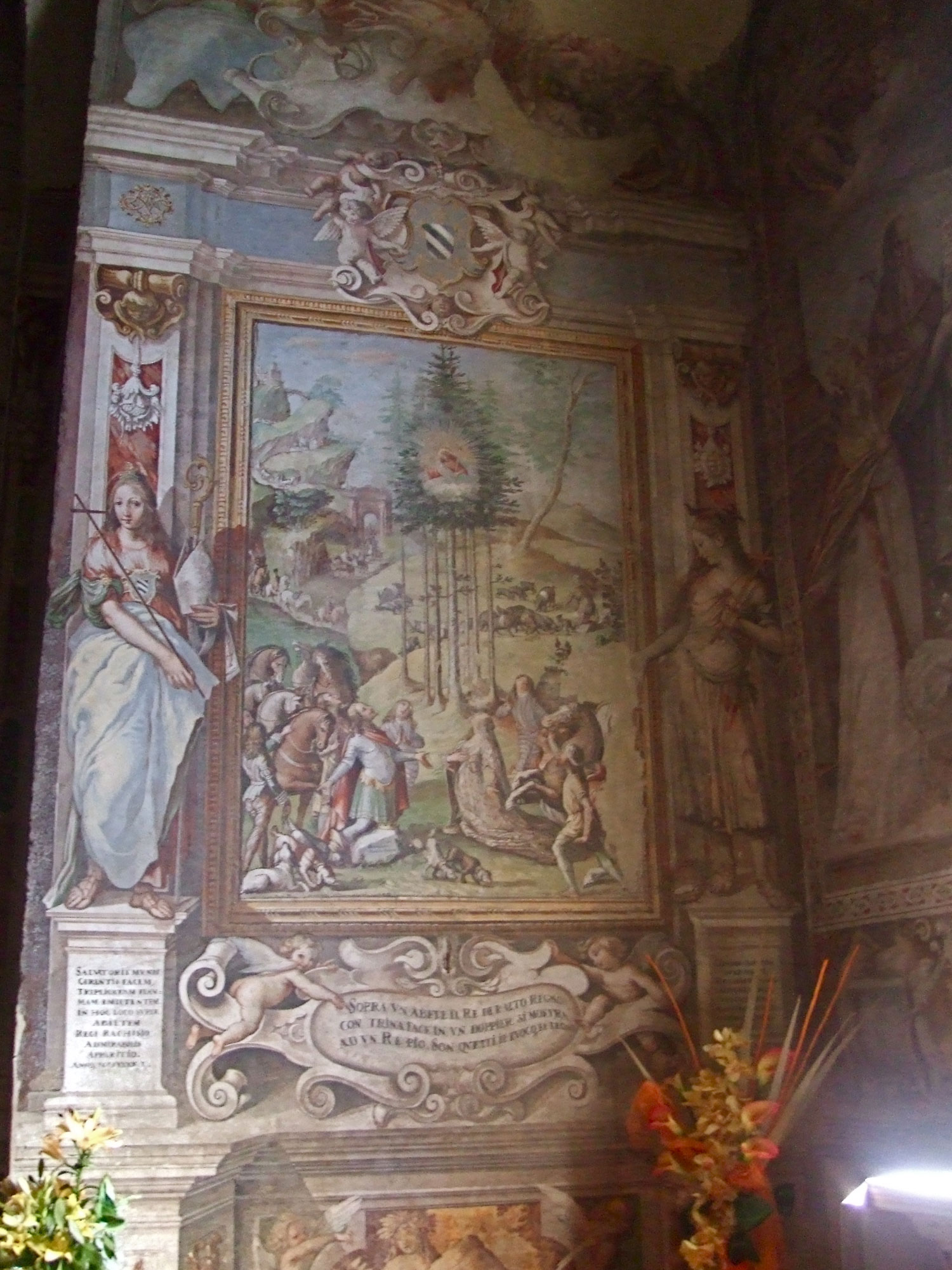
Chasse du duc Ratchis de Francesco Nasini
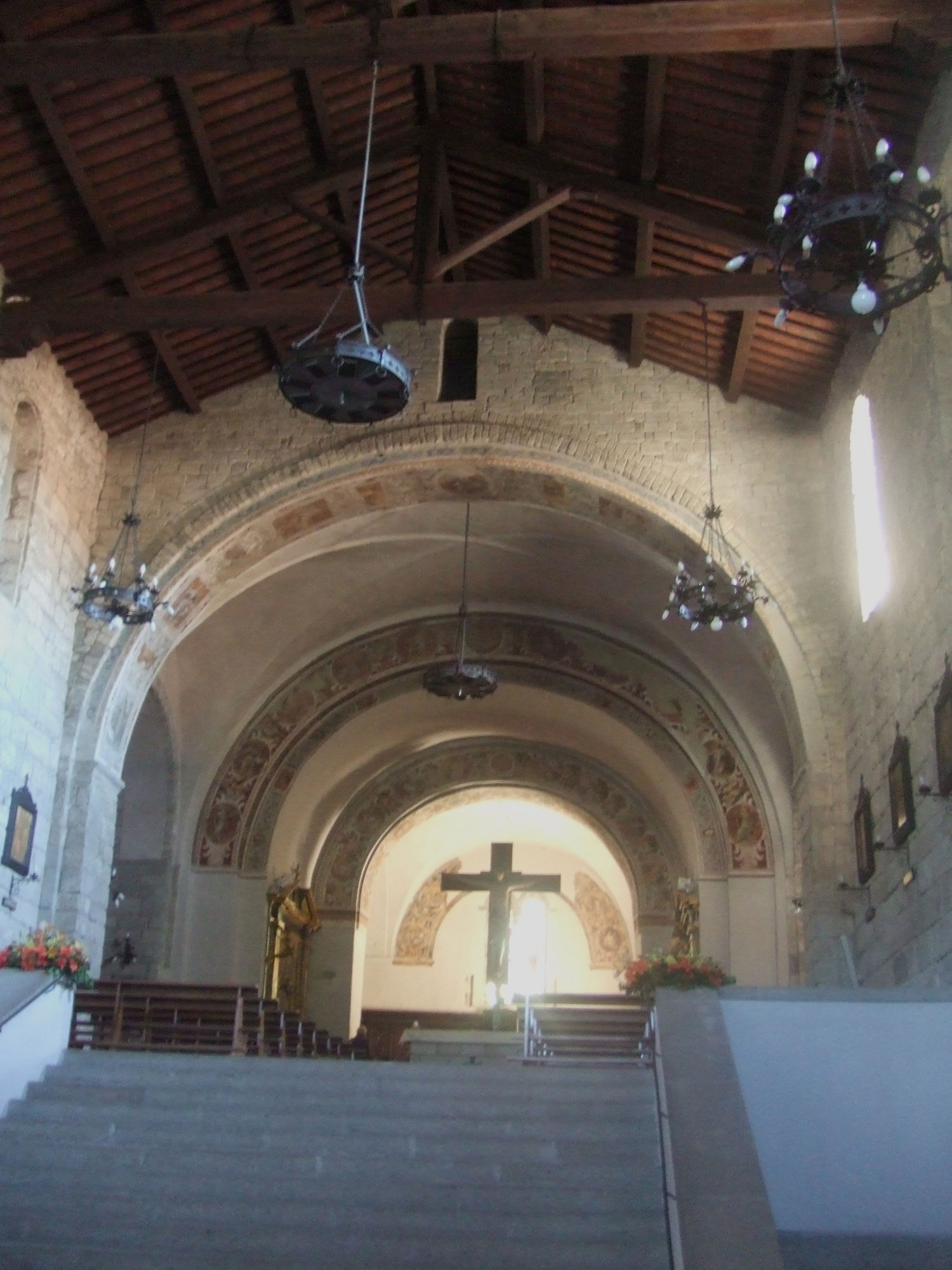
Nef surélevée
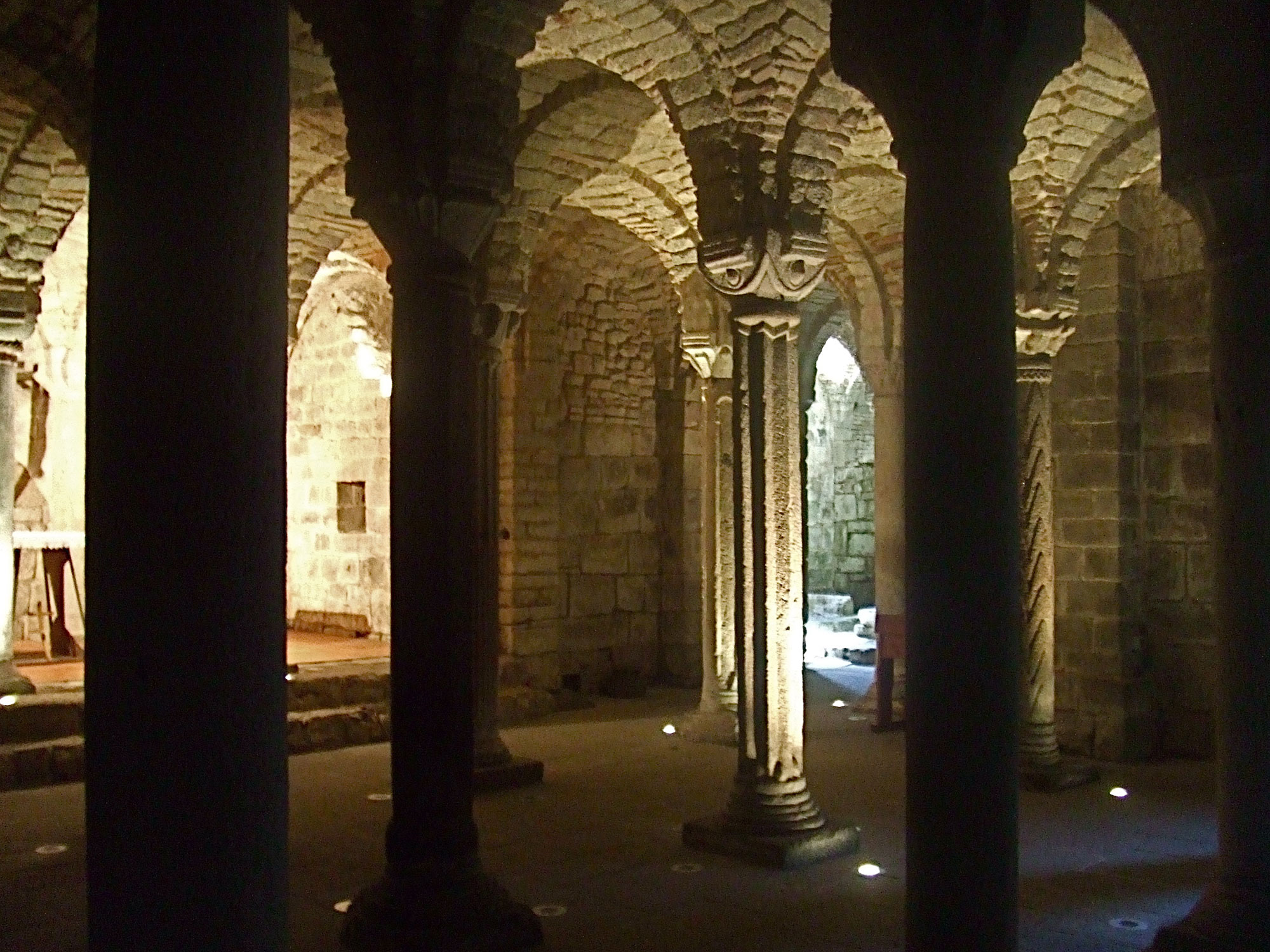
Crypte à colonnes

## Sources
- (it) Cet article est partiellement ou en totalité issu de l’article de Wikipédia en italien intitulé « Abbazia di San Salvatore » (voir la liste des auteurs).